# Appalačské pohoří
Appalačské pohoří (anglicky Appalachian Mountains) je rozsáhlý horský systém prvohorního stáří na východě Severní Ameriky. Celková délka pohoří se pohybuje kolem 2 600 km, šířka je 200 až 300 km. Horská pásma se rozkládají z kanadských provincií Newfoundland, Quebec a New Brunswick jihozápadně až do střední Alabamy. Nejvyšší horou Appalačské horské soustavy je Mount Mitchell s 2 037 m v masivu Blue Ridge v Severní Karolíně. Appalačské pohoří má charakter středohor a vrchovin, jen výjimečně se hory zvedají nad 1500 m. Lze je srovnávat se staršími evropskými horskými systémy, včetně Českého masivu. Převládá zvlněná krajina se zaoblenými vrchy a širokými údolím s řadou řek. Charakteristické jsou listnaté lesy, kvalitní půdy a teplé a vlhké podnebí.

## Název
Název je odvozen od indiánského kmene Apalačiů, který v minulosti obýval jižní oblasti tohoto pohoří. Apalačiové hovořili jazykem, náležícím k masgogijské rodině a byli to blízcí příbuzní početnějších Kríků. Název Appalačského pohoří tedy nemá nic společného s Apači, kteří v této oblasti nikdy nežili.

## Poloha
Na východě Appalačského pohoří leží Piedmont, který jej odděluje od Atlantské nížiny. Na západě leží Appalačská plošina, která je odděluje od Mississippské nížiny, Nashvillské pánve, Lexingtonské pánve, Till Plains a Velkých kanadských jezer.

## Členění

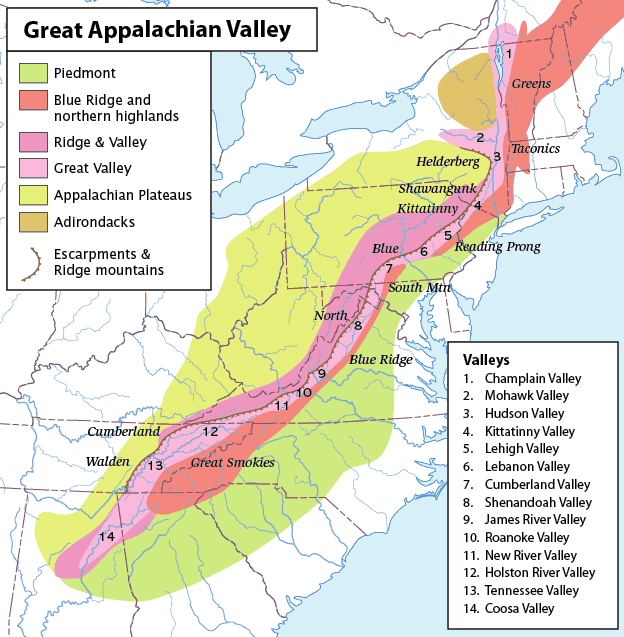
Appalačské pohoří

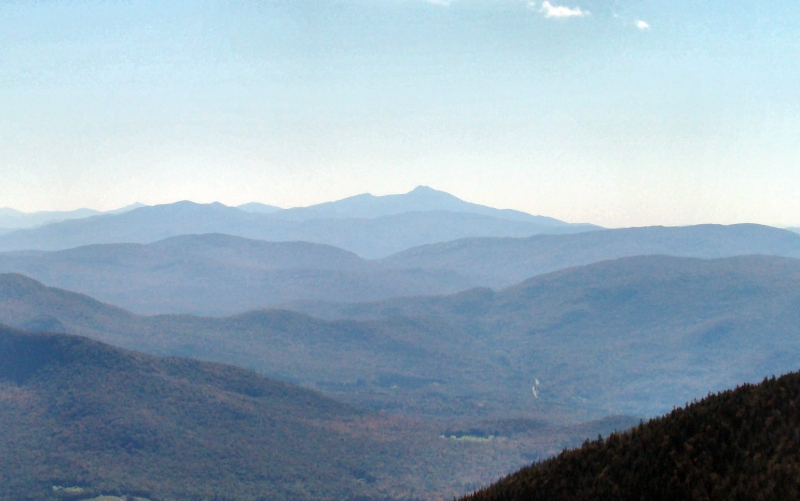
Zelené hory

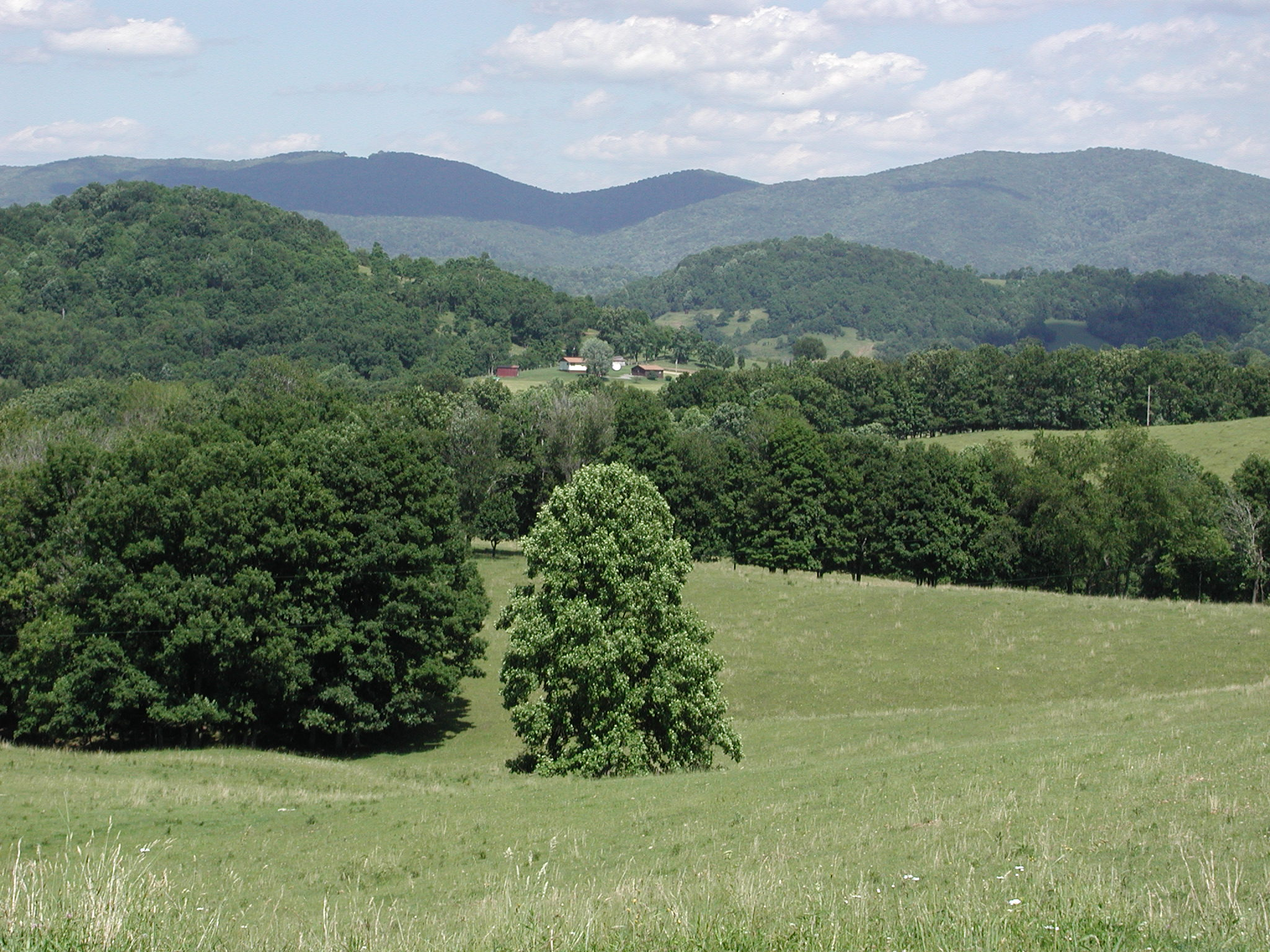
Alleghenské hory

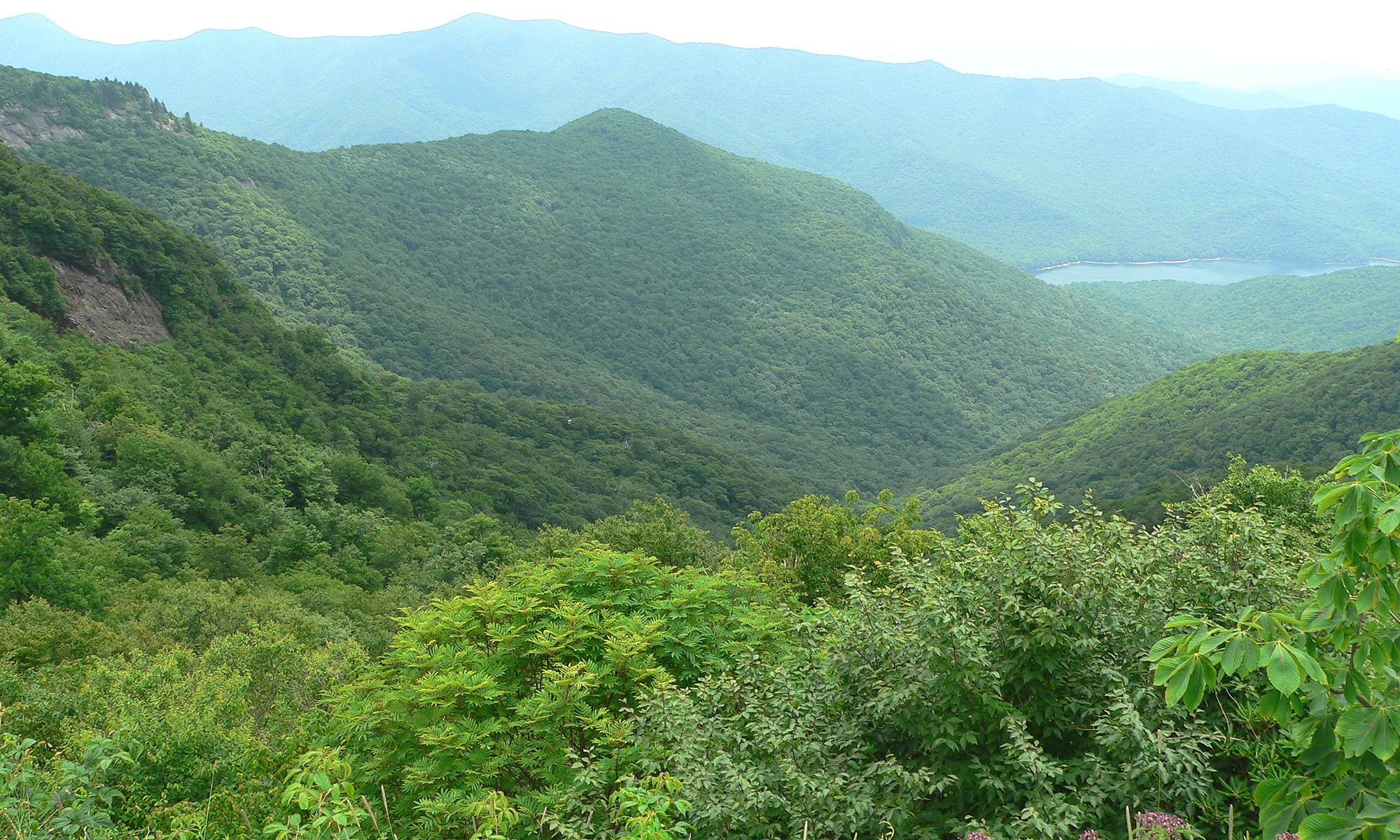
Blue Ridge

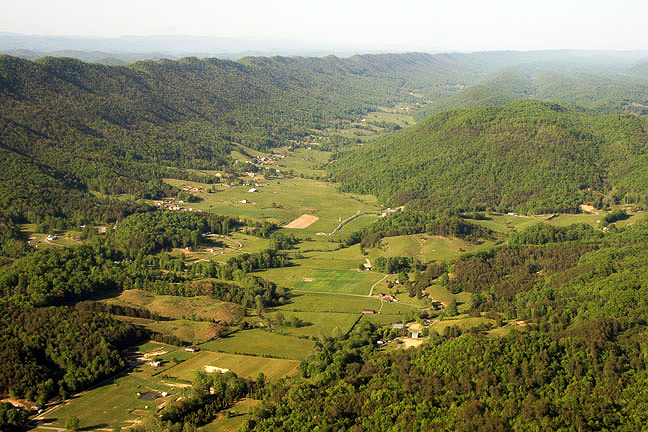
Appalačské hřbety a údolí

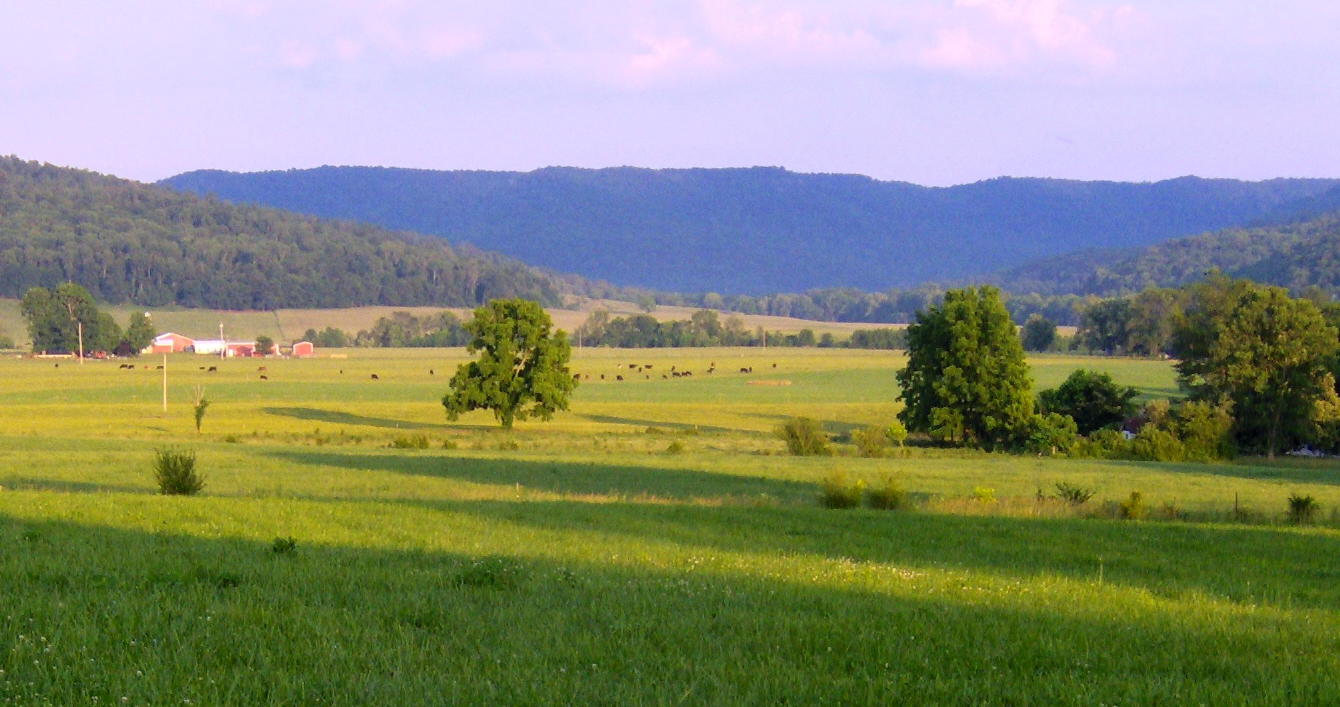
Cumberlandská plošina

Dle United States Geological Survey se Appalačské pohoří dělí na sedm fyzickogeografických provincií: Piedmont, Modré hory, Appalačské hřbety a údolí, údolí řeky svatého Vavřince, Appalačské plošiny, Novou Anglii a Adirondacké pohoří.

### Appalačské vrchoviny, severní část
- Zelené hory (Green Mountains)
  - Hoosac Mountains
  - Taconic Range
  - Notre Dame Mountains
  - Long Range Mountains
- Atlantské vrchoviny (Atlantic Uplands)
  - Bílé hory (White Mountains)
  - Connecticut Lowland
  - New England Upland
  - Atlantic Upland
  - Grand Banks

### Appalačské hory, jižní část
- Piedmont
- Modré hory, doslova Hory modrého hřebene (Blue Ridge Mountains)
  - Severní Blue Ridge (Northern Section), leží severně od řeky Roanoke
    - South Mountain (PA, MD), Catoctin Mountain (MD, VA), Bull Run Mountain (VA), Massanutten Mountain (VA), Short Hill Mountain (VA), Peaks of Otter (VA), Poor Mountain (VA), Brushy Mountain (VA)

  - Jižní Blue Ridge (Southern Section), leží jižně od řeky Roanoke
    - Grandfather Mountain (NC), Roan Mountain (NC, TN), Black Mountains (NC), Great Craggy Mountains (NC), Great Balsam Mountains (NC), Great Smoky Mountains (NC, TN), Standing Indian Mountain (NC), Unicoi Range (NC, TN, GA), Sassafras Mountain (SC)
- Appalačské hřbety a údolí (Ridge and Valley Appalachians)
  - Severní Ridge and Valley
  - Střední Ridge and Valley
  - Velké appalačské údolí
  - Jižní Ridge and Valley
- Appalačská plošina (Appalachian Plateau)
  - Katskilské hory (Catskill Mountains)
  - Alleghenské hory (Allegheny Mountains) (NY, NJ, PA, MD, VA, WV)
    - Shawangunk Ridge (NY), Kittatinny Mountains (NJ), Bald Eagle Mountain (PA), Blue Mountain (PA), Jacks Mountain (PA), Nittany Mountain (PA), Tuscarora Mountain (PA), Tussey Mountain (PA), Wills Mountain (PA), Sideling Hill (PA, MD, WV), Allegheny Mountain (VA, WV), Great North Mountain (VA, WV), North Mountain (VA, WV), Cacapon Mountain (WV), Knobly Mountain (WV), Mill Creek Mountain (WV), New Creek Mountain (WV), North Fork Mountain (WV), Patterson Creek Mountain (WV), Sleepy Creek Mountain (WV), South Branch Mountain (WV), Spruce Knob (WV)

  - Cumberlandské hory (Cumberland Mountains) (VA, TN, AL)
    - Clinch Mountain (VA, TN), Powell Mountain (VA, TN), Bays Mountain (TN), Red Mountain (AL)

  - Alleghenská plošina (Allegheny Plateau)
  - Cumberlandská plošina (Cumberland Plateau)

## Geografie
Piedmont je podhorská pahorkatina, která leží na pevné kontinentální hornině (na rozdíl od pobřežní roviny, která je tvořena naplaveninami). Blue Ridge Mountains představují nejvýchodnější appalačský hřeben, geologicky se k nim řadí i některá pásma dále na západ. Dělí se na severní a jižní část (section), hranici tvoří průlom řeky Roanoke. Appalačské hřbety a údolí je soustava dlouhých paralelních hřebenů a údolí, které následují západně za Blue Ridge Mountains. Z výšky tu krajina připomíná manšestr. Appalačská plošina leží na západ od Appalačských hřbetů a údolí. Severní a střední části Appalačských plošin (od Pensylvánie po Virginii) se říká Alleghenské hory; paralelní části Appalačské plošiny se říká analogicky Alleghenská plošina. Jižní části (v jižní Virginii, Západní Virginii, Severní Karolíně, Kentucky a Tennessee) se říká Cumberlandské hory, respektive Cumberlandská plošina. Pojmenování vznikla podle řek Allegheny a Cumberland, které pramení každá na své plošině. Na severu leží skupina Adirondacké pohoří, Katskilské pohoří, Zelené hory a Bílé hory. Největších nadmořských výšek dosahuje soustava v Blue Ridge a v Great Smoky Mountains, které leží mezi Alleghenskými horami a Piedmontem.
V pohoří pramení četné řeky, jako je Tennessee, Susquehanna, Ohio, Savannah, Hudson a další.

## Geologie
Severní Appalačské vrchoviny, Piedmont a Modré hory jsou tvořené krystalickými horninami a říká se jim proto také Crystalline Appalachians. Appalačské hřbety a údolí a Appalačská plošina jsou tvořené vyzvednutými usazeninami a říká se jim Sedimentary Appalachians. Appalačské pohoří vzniklo v prvohorách. Díky dlouhodobé erozi se celé pohoří zakulatilo a snížilo.

## Turistika
Pohoří nabízí velké množství tras všeho druhu. Appalačská stezka prochází horstvo od jihu k severu, po trase o délce 3 500 km.